# Genetische Variation
Genetische Variation ist der Unterschied in der DNA zwischen verschiedenen Individuen oder Populationen einer Art bzw. der Prozess der Entstehung dieses Unterschieds. Bei diesem Vorgang entstehen neue Varianten eines Gens, sogenannte Allele. Die Gesamtheit aller Allele in einer Population wird als Genpool bezeichnet. Die dauerhafte Veränderung der chemischen Struktur eines oder mehrerer Gene wird als Mutation bezeichnet.
Eine genetische Variation ist oft erkennbar an einer veränderten Erscheinungsform (Phänotyp) eines Lebewesens. Umgekehrt lässt sich aus einem veränderten Phänotyp nicht schließen, dass eine genetische Variation die Ursache ist. Denn die gleiche Erbanlage kann bei unterschiedlichen Umwelteinflüssen zu verschiedenen Phänotypen führen (Modifikation; Polyphänismus). Zudem können unterschiedliche epigenetische Prägungen, die in manchen Fällen sogar über mehrere Generationen weitergegeben werden, eine mögliche Ursache eines veränderten Phänotyps sein.
Die genetische Variation führt innerhalb der Population zunächst zum Polymorphismus. Im Laufe der Evolution ändert sich die Häufigkeit, mit der bestimmte Allele in einer Population auftreten. Die neue Genvariante kann sich durch Selektion oder durch Zufall über kurz oder lang durchsetzen oder wieder verschwinden, oder es stellt sich ein Hardy-Weinberg-Gleichgewicht ein, in dem der Polymorphismus theoretisch für immer bestehen bleibt. So lange der Polymorphismus besteht, ist die genetische Vielfalt bzw. genetische Diversität erhöht und damit die Biodiversität.
Die Fähigkeit zur genetischen Variation, die Genetische Variabilität, spielt eine entscheidende Rolle bei der Entstehung und Fortentwicklung von Arten im Zuge der Evolution.

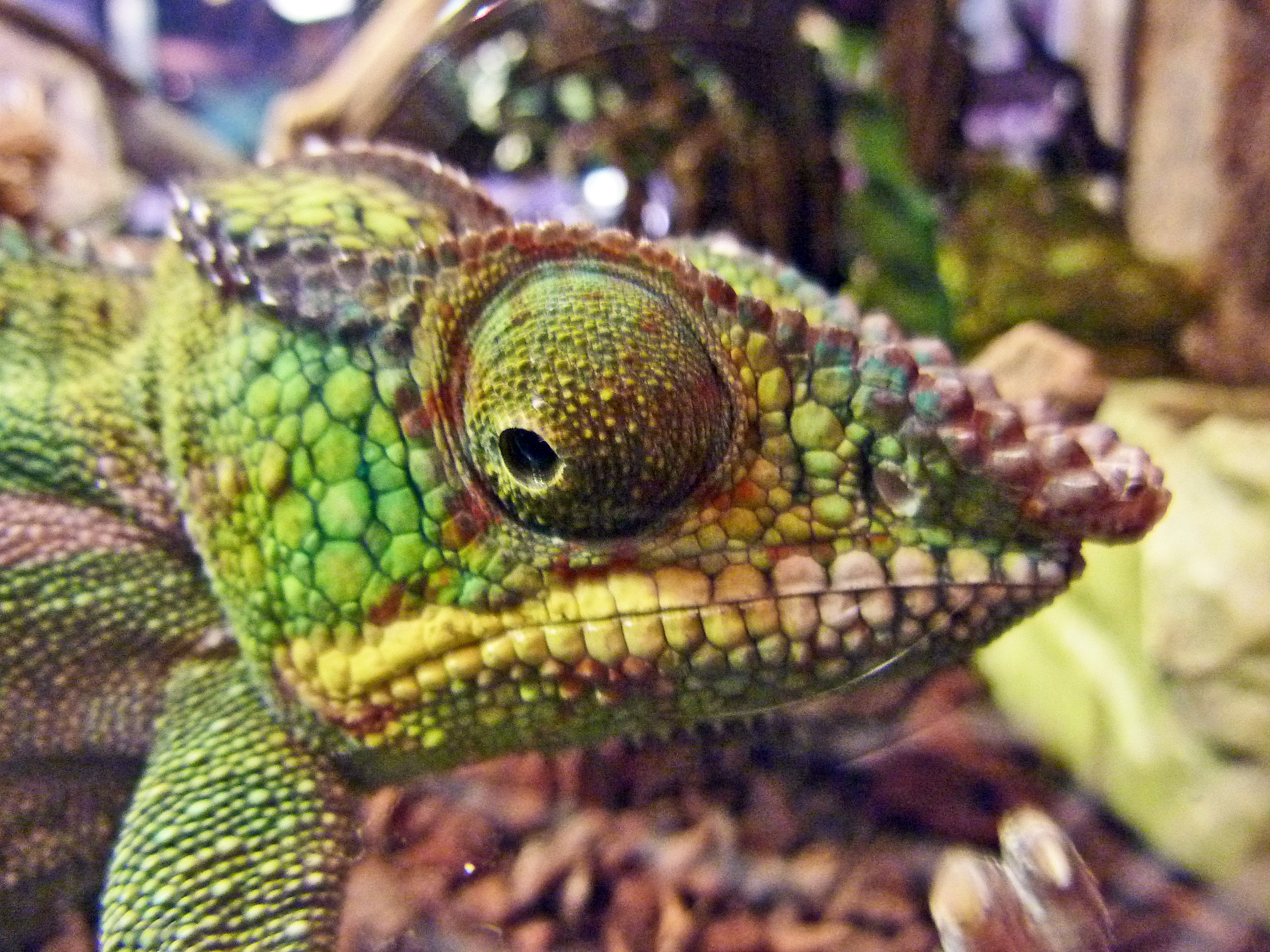
Chamäleonart mit einem Mimikry-Merkmal der Schuppen: vorgetäuschte Zähne zur Abschreckung von möglichen Angreifern. Bei anderen Chamäleonarten sind die simulierten Zähne oft nicht so deutlich ausgeprägt.

## Geschichte von Theorie und Forschung

### Begriff der Variation vor und bei Darwin
Die Variabilität der Organismen einer Art wurde schon vor Charles Darwin entdeckt. So wurde das Phänomen in Frankreich von Georges Cuvier, Étienne Geoffroy Saint-Hilaire und in Großbritannien von Darwins Großvater Erasmus Darwin sowie von Robert Chambers beschrieben. C. Darwin sprach von einem Prinzip der Divergenz (principle of divergence). Damit meinte er, dass anfangs kaum merkbare Unterschiede immer weiter zunehmen und die Rassen sich immer weiter voneinander und von ihren gemeinsamen Vorfahren unterscheiden. Variationen als individuelle Unterschiede sind Durchgangsformen bei der Bildung geografischer Populationen, und solche Populationen sind Durchgangsformen oder Vorstufen von Arten. Darwin vertrat somit eine Position des allmählichen, graduellen Übergangs von Merkmalen bei der Entstehung neuer Arten. Zu möglichen Mechanismen von Variation gab es damals noch keine Kenntnisse.

### Mendelsche Variation
Gregor Mendel widmete sich beim Studium der Vererbung von Merkmalen bestimmten klar unterscheidbaren Variationen bei Erbsen, wie etwa der Gestalt der Samen (rund, schrumpelig), der Färbung der Samen (gelb, grün) und fünf weiteren in der Vererbung variierenden Merkmalen (siehe auch Mendelsche Regeln). Damit wählte er diskrete Unterscheidungsmerkmale aus, von denen er vermutete, dass sie auf der Vererbung spezifischer, diskreter Einheiten beruhten. Nach Mendel hatte die Variabilität der Nachkommen ihre Ursache in der Kombination von bereits existierenden Eigenschaften. Seine Antwort auf die Frage, wie Eigenschaften vererbt werden, schien zunächst unvereinbar mit der Darwins Überlegungen, wann und wie sie sich verändern. Darwin kam nämlich zu dem Schluss, dass sich Artenbildung aus der langsamen, graduellen Akkumulation kleiner, oft unmerklicher Variationen ergäbe.
Die Unvereinbarkeit der Mendelschen Vererbungslehre mit der Darwinschen Evolutionstheorie bezüglich der Bedeutung diskontinuierlicher Variation wurde von einer Reihe namhafter Forscher, darunter William Bateson und Hugo de Vries um die Wende zum 20. Jahrhundert thematisiert. Diese Forscher betonten die Bedeutung diskontinuierlicher Variation für die Evolution. Eine derartige Sichtweise wurde als Saltationismus oder Mutationismus bezeichnet. Erst die synthetische Evolutionstheorie konnte den vermeintlichen Widerspruch auflösen. Dabei schuf Ronald Aylmer Fisher mathematische, populationsgenetische Modelle, mit denen er zeigte, dass quantitative Merkmale, also in Zahlen messbare, kontinuierlich variierende Eigenschaften wie etwa die Körpergröße, möglicherweise durch viele Genloci bestimmt werden. Diese würden einzeln jeweils nur einen kleinen Beitrag zur Ausprägung eines solchen Merkmals bzw. seiner Variation beitragen.

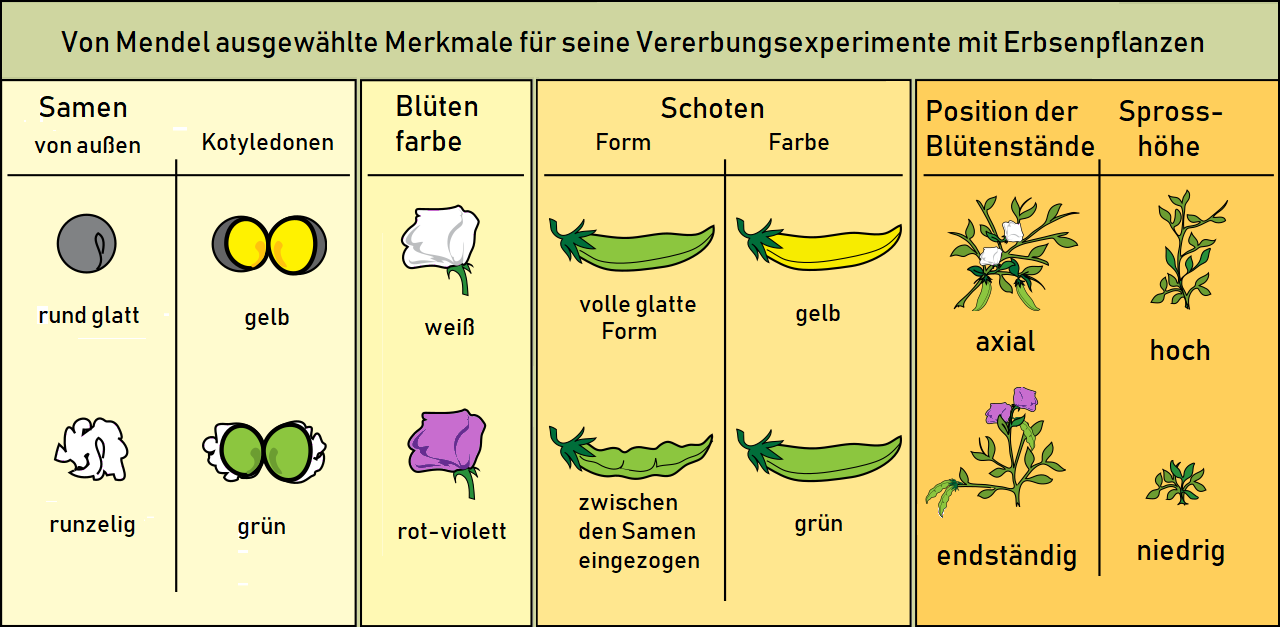
Die sieben variierenden Merkmale, deren Vererbung Mendel analysierte

### Geografische Variation
Darwin wies auf die geografische Variabilität von Merkmalen hin. Jedoch erst in späterer Zeit wurden Individuen geografisch getrennter Populationen mit dem Ziel verglichen, festzustellen ob ihre Unterschiede vererbt oder umweltbedingt waren. Solche Studien wurden erstmals von Richard Goldschmidt 1918 mit Schwammspinnern (Lymantria dispar) durchgeführt, einem Falter, der in weltweit verschiedenen Arten unter klimatisch unterschiedlichen Bedingungen auftritt. Auch eine Studie geografisch getrennter Populationen der Springmaus in Kalifornien von 1918 deutete auf die Vererbbarkeit von Merkmalen. Individuen lokaler Wildpopulationen wurden in fremde Regionen umgesetzt. Dabei behielten sie ihre Merkmale bei, was für deren Vererbung sprach. Dem russischen Evolutionsforscher Theodosius Dobzhansky gelang es schließlich zusammen mit Alfred Sturtevant 1936, bei Taufliegen (Drosophila melanogaster) geografisch getrennter Verbreitungsgebiete deren stammesgeschichtliche (phylogenetische) Verwandtschaft nachzuweisen, indem er die geographische Verbreitung von Merkmalen kartierte. Die Überzeugungskraft dieser Studien festigte die Theorie Darwins und legte wesentliche Grundlagen für die spätere Synthese der Vorstellungen von Variation und Mutation in der Evolutionstheorie.

### Variation in der klassischen und molekularen Genetik
Die klassische, vormolekulare Genetik in der ersten Hälfte des 20. Jahrhunderts hatte es zunächst mit zwei scheinbar gegensätzlichen Phänomenen zu tun. Einerseits sah man die genetische Konstitution von Organismen, also die Erblichkeit von Abweichungen. Andererseits gab es Abweichungen, die aus dem Zusammenspiel der genetischen Ausstattung mit der jeweiligen Umweltsituation entstanden. Auch hier konnte die oben genannte Synthese weitgehende Klärung herbeiführen, maßgeblich durch Forscher wie Ernst Mayr.
Mit dem Fortschritt der molekularen Genetik wurde die Veränderlichkeit von Erbanlagen immer deutlicher. 1927 konnte der Amerikaner Hermann J. Muller bei der Taufliege erstmals Mutationen gezielt mit Hilfe von Röntgenstrahlen hervorrufen. Später wurden konkrete Formen von Mutation entdeckt: Die Mutation, die eine Variation auslöst, kann innerhalb eines codierenden Gens, in einem Transkriptionsfaktor für ein codierendes Gen oder in einem nicht codierenden Cis-Element stattfinden und vererbt werden. Auch chromosomale Mutationen gehören hierzu (Beispiel Trisomie). Variabilität tritt immer in einem bestimmten Kontext der DNA auf.
An der Häufigkeit, mit der eine Variation in einer Population auftritt, ist die natürliche Selektion beteiligt. Bei sogenannten stummen Mutationen liegt kein Unterschied im Phänotyp vor. In diesem Fall erhält die natürliche Selektion keinen Angriffspunkt.

## Formen der Variation

### Einzelmutation
Quasi jedes Gen liegt in natürlichen Populationen in mehreren verschiedenen Allelen vor. Betrifft dies nur einzelne Basenpaare, spricht man von Einzelnukleotid-Polymorphismus. Diese gehen auf Punktmutationen zurück, die meist aber nicht neu aufgetreten sind („de novo“ genannt), sondern schon von den individuellen Vorfahren ererbt wurden. In der Regel sind solche Polymorphismen selektiv neutral, d. h. weder schädlich noch nützlich. Aber auch Polymorphismen mit geringer bis mäßiger nachteiliger Wirkung können sehr lange im Genpool erhalten bleiben, weil die Wirkung der natürlichen Selektion nicht perfekt ist. Sie können beispielsweise in „linkage disequilibrium“ (kann mit „Koppelungsungleichgewicht“ übersetzt werden, bleibt aber meist als Fachbegriff unübersetzt) mit vorteilhaften Allelen stehen.

### Balancierter Polymorphismus

Anteil der Bevölkerung ohne die Mutation, die auch noch im Erwachsenenalter Milch(zucker) verträglich macht (Laktasepersistenz)Quelle: Verein für Laktoseintoleranz/Die Zeit

In einigen Fällen führt eine durch eine (Punkt-)Mutation verursachte Neuentstehung eines Allels zu einem Phänotyp mit einem geografisch begrenzten Selektionsvorteil. Beide Varianten (Allele), die alte und die neue, werden dann von der Selektion regional gefördert und bleiben dann gleichzeitig in der Gesamtpopulation bestehen. Typische Beispiele sind Milchzuckerverträglichkeit (Laktasepersistenz), eine Mutation, die vor wenigen tausend Jahren Menschen in Nordeuropa die Möglichkeit eröffnete, auch noch im Erwachsenenalter tierische Milch zu verdauen,. In anderen Fällen wird gar nicht ein bestimmtes Allel ausgelesen, sondern die Kombination mehrerer ist selektiv vorteilhaft, man spricht von einem balancierten Polymorphismus. Klassisches Beispiel ist das Gen der Sichelzellenanämie, einer sichelförmigen Verformung der roten Blutzellen mit Durchblutungsstörungen, das aber im heterozygoten Fall Resistenz gegen Malaria bewirkt.